# Gregori Guanter
Gregori Guanter a l'any 1737 va obtenir el benefici de Sant Miquel annex a la plaça de flauta i oboè, fundat a la basílica de Santa Maria de Castelló d'Empúries, el qual va romandre vacant el 1748.